# Тайра но Кійоморі
Тайра но Кійоморі (яп. 平清盛, たいらのきよもり; 1118–1181) — японський політичний діяч і полководець кінця періоду Хей'ан. Відомий також як «канцлер Тайра» (平相国, Тайра сьококу) або «канцлер-чернець» (入道相国, нюдо-сьококу). Чернече ім'я — Дзьокай (浄海, «Чисте море»).
Походив з самурайського роду Тайра. Син Тайра но Тадаморі. Згідно з середньовічними чутками — позашлюбний син екс-Імператора Ґо-Сіракава.
Вступив у велику політику як продовжувач справи батька. Брав участь у смуті Хоґен 1156 року і смуті Хейдзі 1159 року на боці урядових сил. Завдяки цьому зміг знищити опозицію під проводом роду Мінамото. За сприяння екс-Імператора Ґо-Сіракава отримав 1-й молодший чиновницький ранг і найвищу посаду Міністра великої політики. Віддав свою доньку заміж за Імператора Такакура, яка народила Імператора Антоку.
Завдяки родинним зв'язкам з Імператорським двором фактично контролював усю систему виконавчої вертикалі центрального уряду. Підпорядкував собі доходи більш як 30 провінцій Японії і встановив фактичну диктатуру власного роду Тайра з 1160 року, а 1165 року став великим державним міністром (змінивши Фудзівара но Кореміті). Мав штаб-квартиру у Кіото в районі Рокухара.
Активно сприяв японсько-сунській міжнародній торгівлі, вкладав великі кошти у розробку інфраструктури Внутрішнього Японського моря. Тимчасово переніс столицю країни в місто Фукухара (сучасне Кобе).
Наприкінці життя тяжко хворів, у зв'язку з чим постригся в монахи. Був палким прихильником буддизму. Переписав багато сутр, які зберігаються в Святилищі Іцукусіма.
Аристократизація роду Тайра, узурпація його представниками усіх керівних посад в уряді, непопулярність переносу столиці спричинили анти-тайрівські повстання, які очолили Кісо но Йосінака та Мінамото но Йорітомо. Не маючи змоги придущити їх, помер у Фукухарі від хвороби.
На його честь названо астероїд.